# アタ粉
アタ粉(Atta)は、インドの小麦粉の一種で、フラットブレッドを作るのに用いられる。
インド亜大陸で最も普及している小麦粉である。

## 製法
アタ粉を作るには、通常、パンコムギの穀粒のふすま、胚芽、胚乳を含む全粒が用いられる。グルテン含量が高く、弾力性があり、そのためアタ粉で作った生地は強く、薄いシート状に丸めることができる。これは、フラットブレッドを内側に貼りつけるタンドールを用いる際に便利で、また生地がより多くの水分を吸収するため、より柔らかいチャパティを作ることができる。
伝統的に、各家庭でチャッキという石臼により製粉して用いるが、製粉工場で作ったものが市販されている。

## ギャラリー

伸ばしたアタ粉の生地
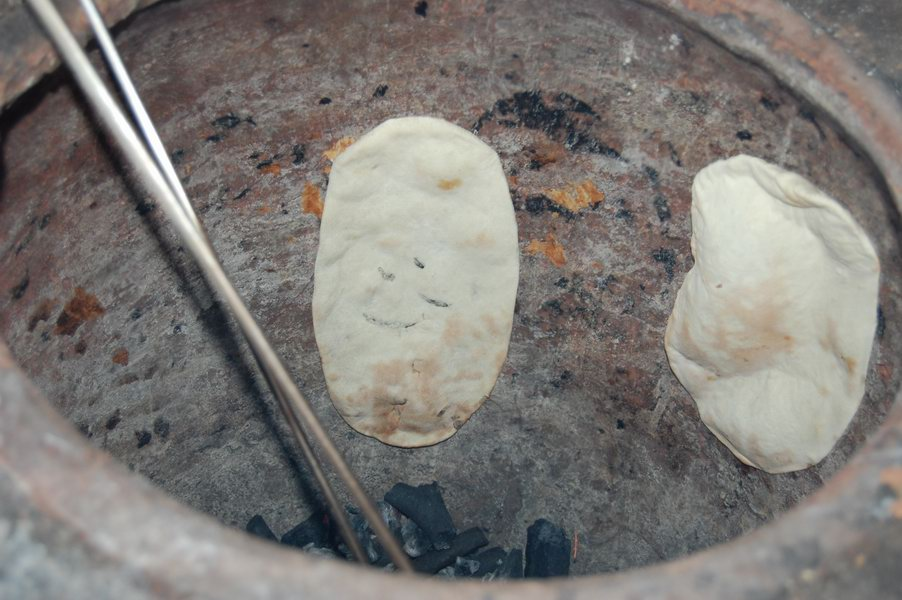
タンドールによるロティの調理
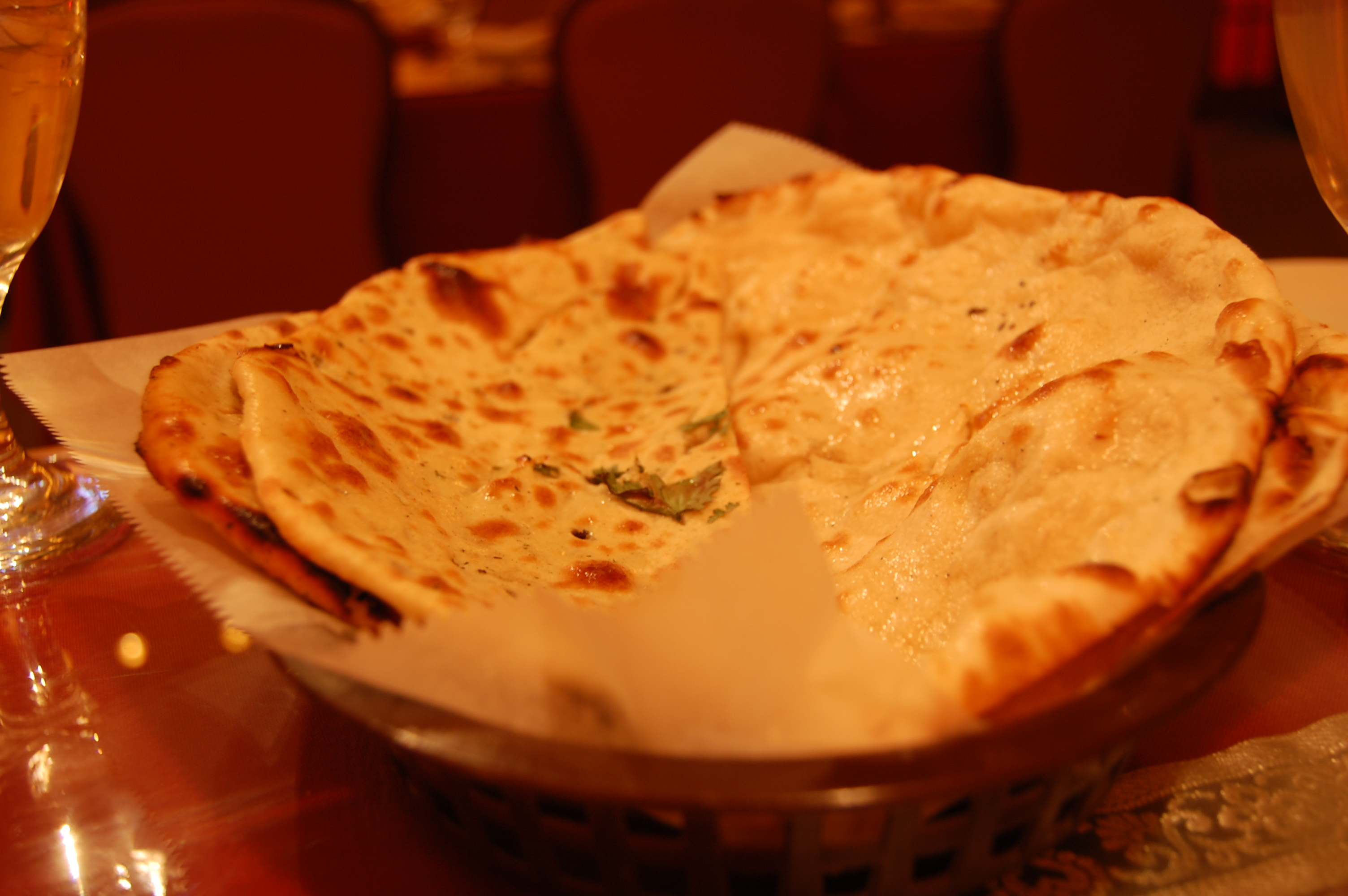
パラーター
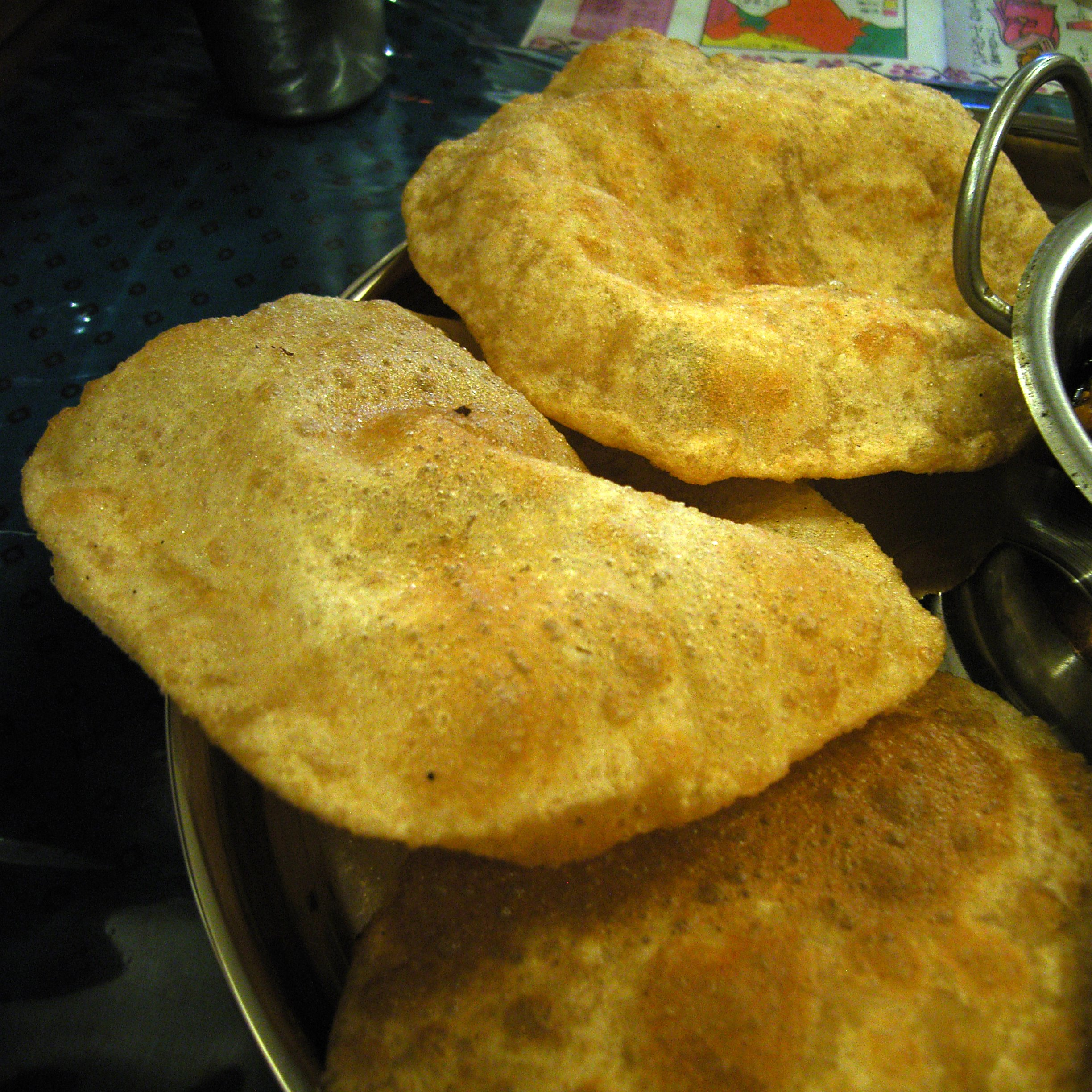
プーリー
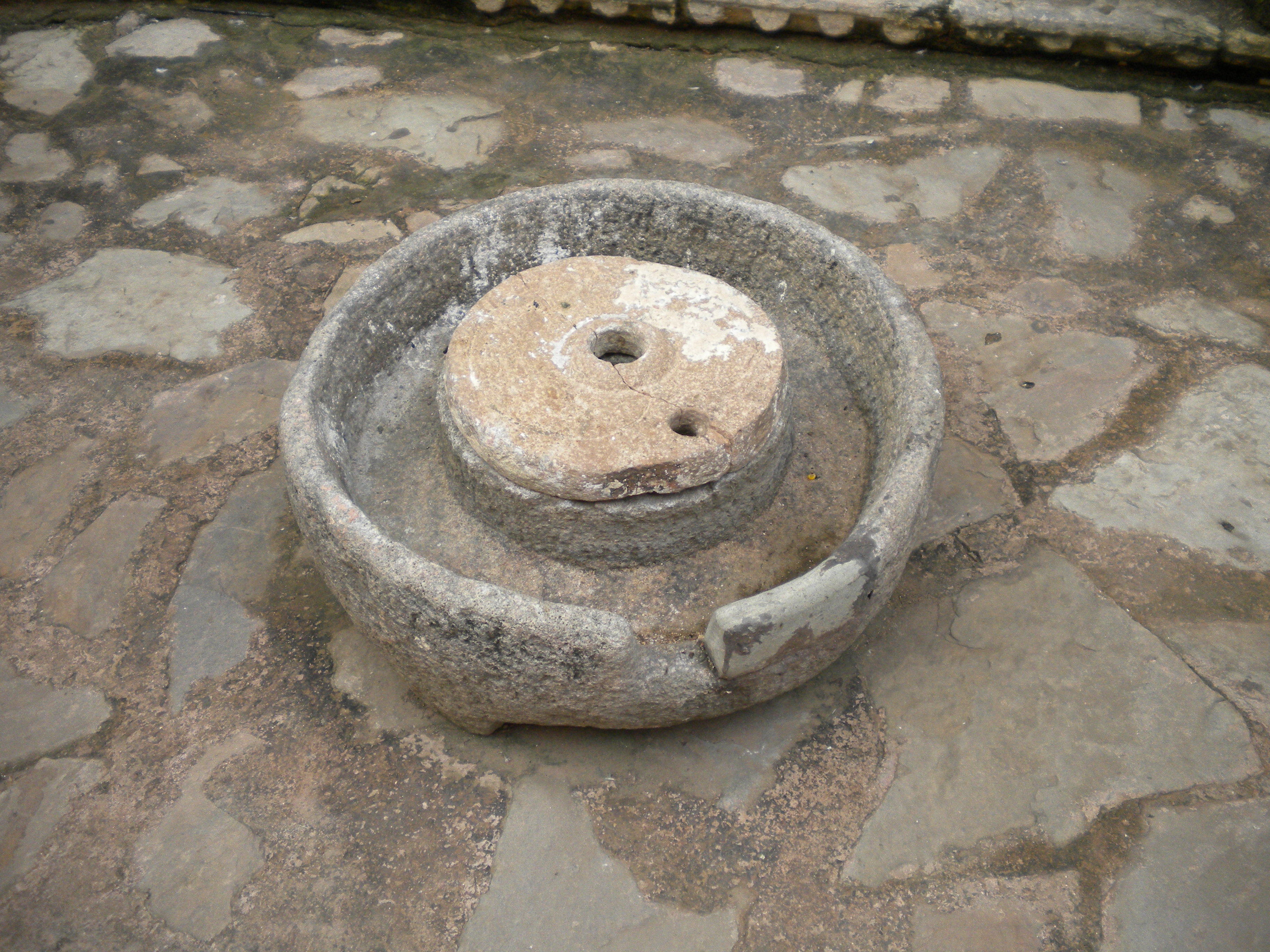
アタ粉を作るのに用いる石臼
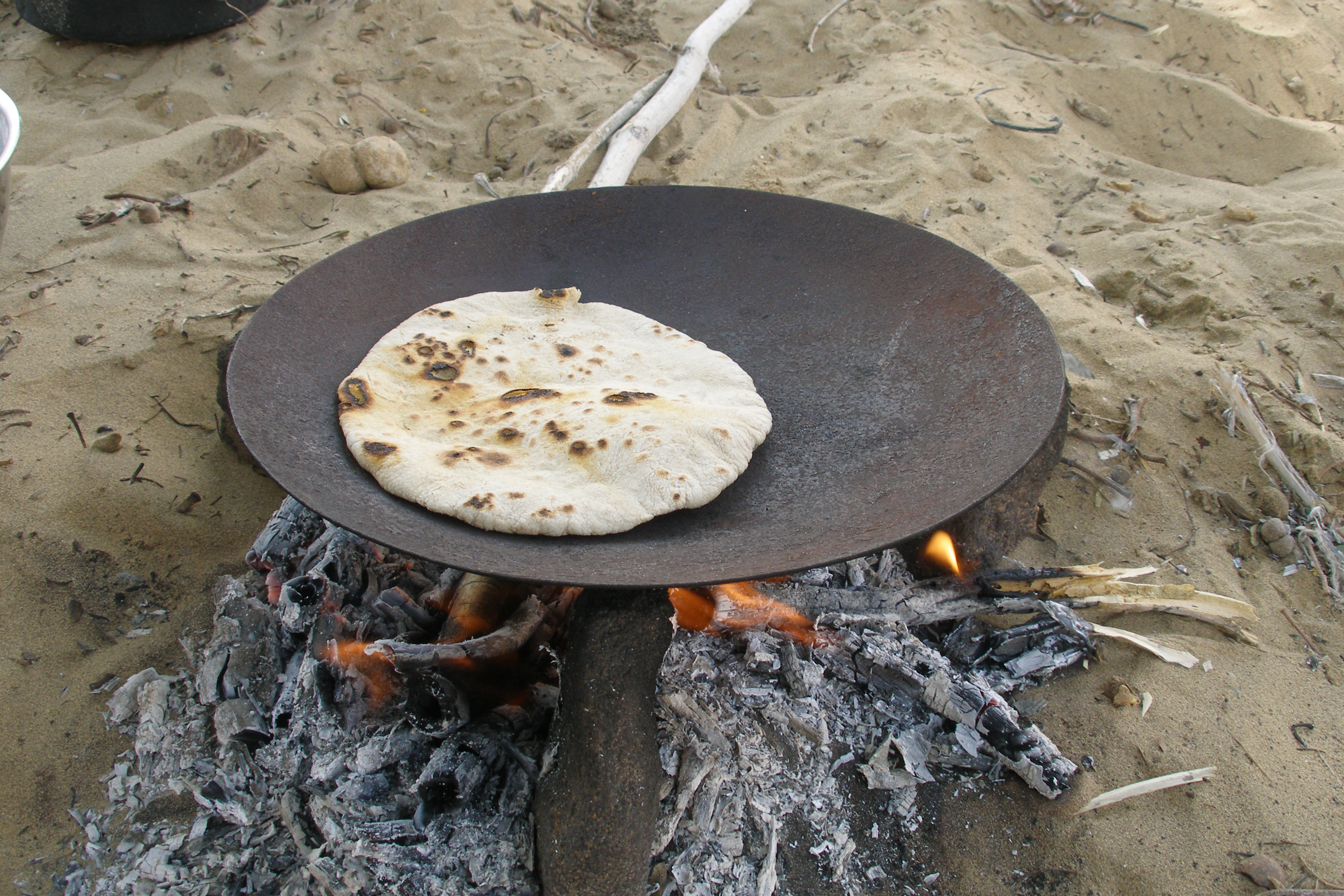
チャパティ

## 関連文献
- Reddy, J.; Weinmann, S.; Heine, D.; Conde-Petit, B. (8 August 2012). “A new standard for the industrial production of high quality Atta flour”. Quality Assurance and Safety of Crops & Foods 4 (3):  151. doi:10.1111/j.1757-837X.2012.00160.x.